# Когда в доме одиноко
«Когда в доме одиноко» («Смерть в доме») (англ. A Death in the House) — рассказ известного фантаста К. Д. Саймака. На русском языке впервые был опубликован в 1966 году в журнале «Смена» (№ 18).

## Сюжет
Старик Моуз Эбрамс, прослывший в своей деревушке упрямым непривередливым бирюком, жившим в одиночку уже десять лет после смерти жены, однажды находит в лесу после грозы странное растениеподобное, но ни на что не похожее раненое существо. Он приводит его в свой дом, но оно умирает. Моуз хоронит существо, но через несколько дней оно вновь обретает жизнь и прорастает. Существо становится единственным, кто привязан к Моузу, его единственным другом за многие годы. И тогда Моуз тратит все свои деньги — котелок с серебряными долларовыми монетами, чтобы расплавить их и вылить из них детали для аппарата, который доставит его друга домой. На прощанье существо дарит Моузу шарик, пробуждающий в нём невероятное спокойствие и счастье.

## Идея
«В бездонных глубинах Вселенной было одиноко и тоскливо без Друга. Кто знает, когда еще удастся обрести другого. Быть может, он поступил неразумно, но старый дикарь был таким добрым, таким неловким, жалким и так хотел помочь. А тот, чей путь далек и стремителен, должен путешествовать налегке. Ему больше нечего было подарить старику на память».